# كايري إيرفينغ
كايري أندرو إيرفينغ (من مواليد 23 مارس 1992) هو لاعب كرة سلة أمريكي محترف في فريق دالاس مافيريكس التابع لاتحاد كرة السلة الوطني (NBA). حصل على لقب الصاعد لهذا العام بعد أن تم اختياره من قبل كليفلاند كافالييرز مع أول اختيار شامل في مسودة (درافت) الدوري الاميركي للمحترفين 2011. كان من ضمن كل النجوم (أُول-ستار) سبع مرات وعضوًا ثلاث مرات في فريق أُول-إن بي أي، وفاز ببطولة إن بي أي مع كافليرز في عام 2016.
لعب إيرفينغ كرة السلة الجامعية لفريق دوك بلو ديفيلز قبل الانضمام إلى فريق كافالييرز في عام 2011. حصل على جائزة أفضل لاعب (MVP) في مباراة أُول-ستار لعام 2014. في نهائيات الدوري الاميركي للمحترفين لعام 2016، حقق إيرفينغ هدفًا ميدانيًا من ثلاث نقاط للفوز بالبطولة لإكمال عودة كافالييرز التاريخية على غولدن ستايت ووريورز. بعد ظهور آخر في النهائيات في عام 2017، طلب إيرفينغ صفقة وتم انتقاله إلى فريق بوسطن سلتكس. لعب مع سلتيك لمدة موسمين، وبعد ذلك وقع مع فريق بروكلين نتس كوَكيل حر في عام 2019. وقد لعب أيضًا مع المنتخب الوطني للولايات المتحدة، والذي فاز معه بالميدالية الذهبية في كأس العالم لكرة السلة 2014 ودورة الألعاب الأولمبية الصيفية لعام 2016. في فبراير 2020، تم انتخابه نائبًا لرئيس الرابطة الوطنية للاعبي كرة السلة، ليحل محل باو جاسول.
وهو عضو مسجل في قبيلة ستاندغ روك سيوكس وهو فاعل خير نشط لشعبه في لاكوتا في المحمية. كتب وأخرج ومثل في عدد من الإعلانات مثل دور «العم درو»، الذي أصبح فيلمًا روائيًا في عام 2018. لقد لعب دور البطولة في كيكن إت (2012) وقام بعمل صوتي في وي آر بيرز (2016) وفاميلي غاي (2018).

## حياة مبكرة
وُلد إيرفينغ في ملبورن، أستراليا، في 23 مارس 1992؛ ابن دريديريك إيرفينغ وإليزابيث (نيي لارسون) إيرفينغ، من المغتربين الأمريكيين. لديه أخت أكبر، آسيا، وأخته الصغرى، لندن. لعب والده، دريديريك، كرة السلة الجامعية في جامعة بوسطن إلى جانب شون تيج (والد جيف وماركيز تيج) وتحت قيادة المدرب ريك بيتينو. بعد الانتهاء من مسيرته الجامعية، انتقل والد إيرفينغ إلى أستراليا ليلعب بشكل احترافي مع فريق بُلين بوومر في دوري كرة السلة جنوب شرق أستراليا ‏. عاش الزوجان إيرفينغز في ضاحية كيو بملبورن قبل الانتقال إلى الولايات المتحدة عندما كان كايري في الثانية من عمره. يحمل الجنسيتين الأمريكية والأسترالية.
توفيت والدته، وهي أمريكية من أصل أفريقي ولاكوتا، بسبب مرض عندما كان في الرابعة من عمره، وقام دريديريك بتربيته بمساعدة عمات إيرفينغ. في عام 2004، تزوج والد إيرفينغ من شيتليا رايلي، التي كانت وكيلًا لكايري إيرفنغ اعتبارًا من مارس 2022.
نشأ إيرفينغ في ويست أورنج، نيو جيرسي، حيث كان يحضر مباريات والده في دوري الكبار. جاء إلهامه للعب في الدوري الاميركي للمحترفين بعد اللعب في كونتيننتال ايرلاينز ارينا خلال رحلة مدرسية في الصف الرابع، عندما أعلن، «سوف ألعب في الدوري الاميركي للمحترفين، أعدك.» نظرًا لارتباط والده بجامعة بوسطن، أمضى إيرفينغ الكثير من الوقت في بوسطن، بما في ذلك معسكر مهارات كرة السلة في جامعة بوسطن. قال إيرفينغ إنه في الصف الخامس، حصل على منحة دراسية في جامعة بوسطن من قبل المدير الفني آنذاك دينيس وولف. عندما كان مراهقًا، لعب إيرفينغ مع عدائي الطريق في اتحاد الرياضيين الهواة (AAU).

## مسيرة المنتخب الوطني

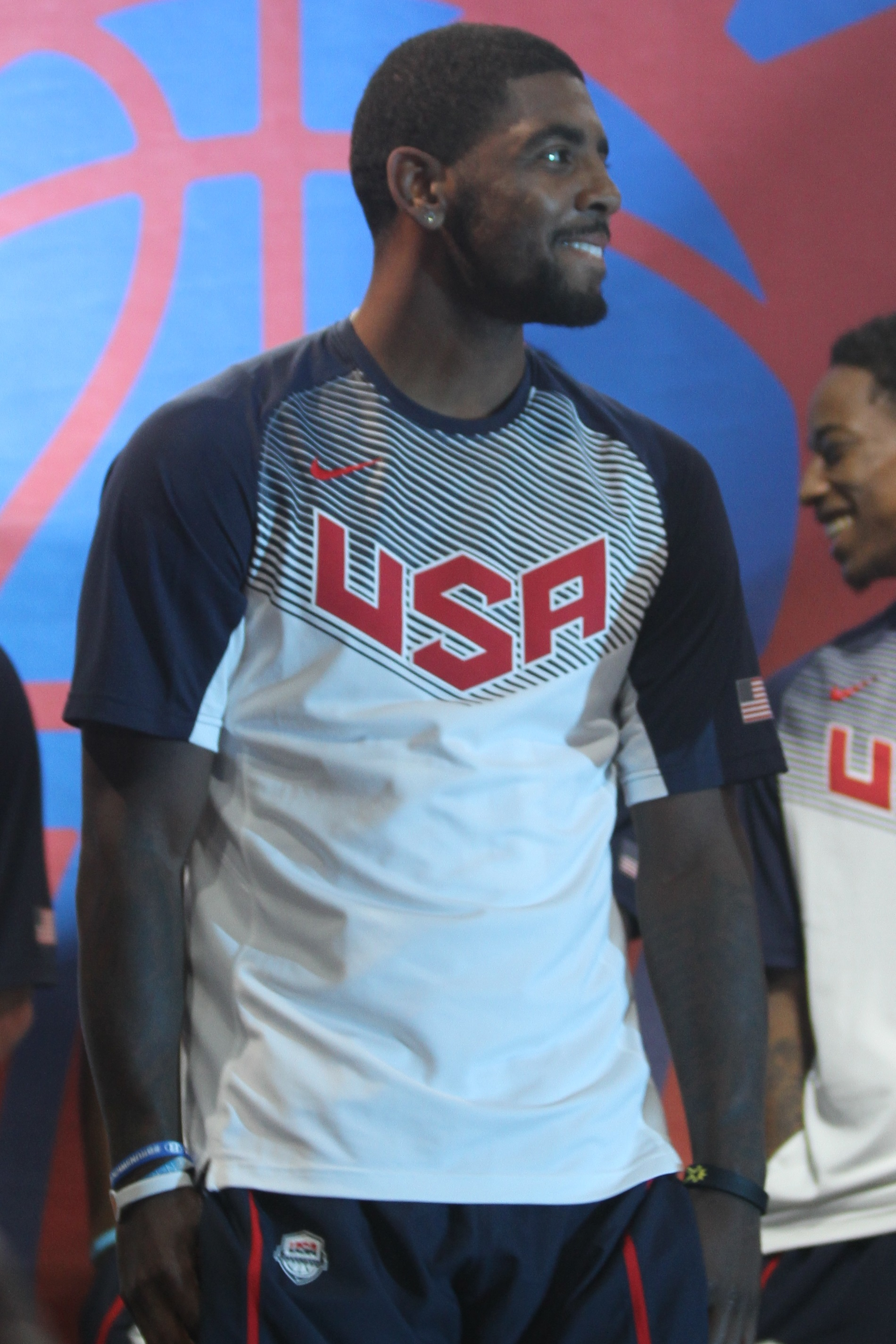
إيرفينغ مع فريق الولايات المتحدة الأمريكية في مهرجان كرة السلة العالمي 2014

في عام 2012، كان إيرفينغ يتنافس على منصب في الفريق الأسترالي لدورة الألعاب الأولمبية 2012. ومع ذلك، فقد اختار عدم تمثيل بلده الأصلي، وبدلاً من ذلك ركز على اختيار المنتخب الوطني للولايات المتحدة لدورة الألعاب الأولمبية لعام 2016.
كان إيرفينغ عضوًا في المنتخب الوطني للولايات المتحدة الذي شارك في كأس العالم لكرة السلة 2014. ساعد في قيادة فريق الولايات المتحدة الأمريكية إلى الميدالية الذهبية وتم اختياره لاحقًا أفضل لاعب في البطولة. بدأ جميع المباريات التسع في البطولة، بمتوسط 12.1 نقطة و 3.6 تمريرات حاسمة في كل مباراة، بما في ذلك 26 نقطة سجلها في مباراة الميدالية الذهبية. ثم حصل على لقب أفضل رياضي ذكر في كرة السلة الأمريكية لعام 2014.
في عام 2016، ساعد إيرفينغ فريق الولايات المتحدة الأمريكية في الفوز بالميدالية الذهبية في دورة الألعاب الأولمبية الصيفية لعام 2016. وبهذا الفوز، أصبح رابع عضو في فريق الولايات المتحدة الأمريكية يفوز ببطولة الدوري الاميركي للمحترفين وميدالية ذهبية أولمبية في نفس العام، لينضم إلى ليبرون جيمس، ومايكل جوردان، وسكوتي بيبين.

## إحصائيات المهنة

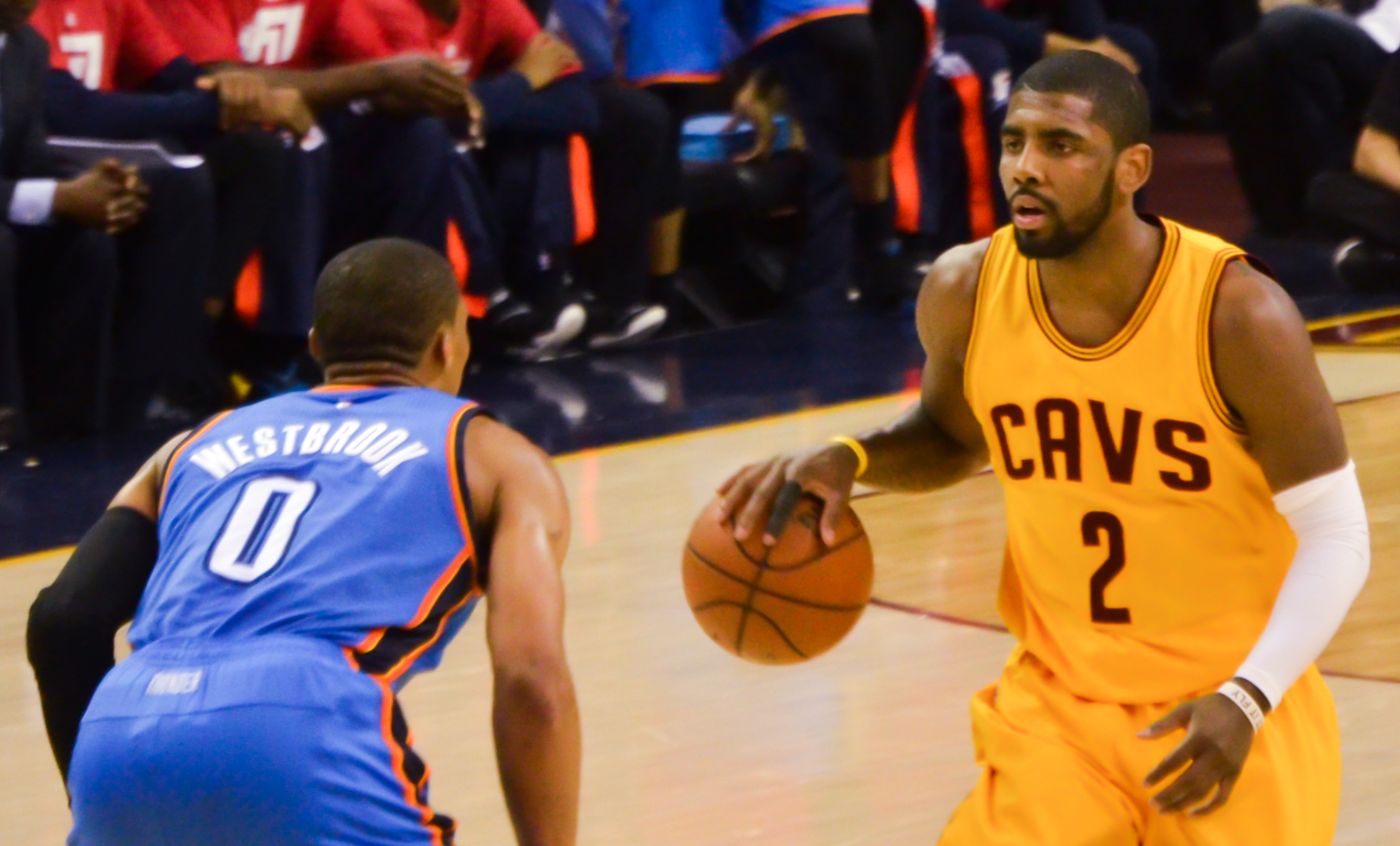
إيرفينغ ضد راسل ويستبروك في عام 2015

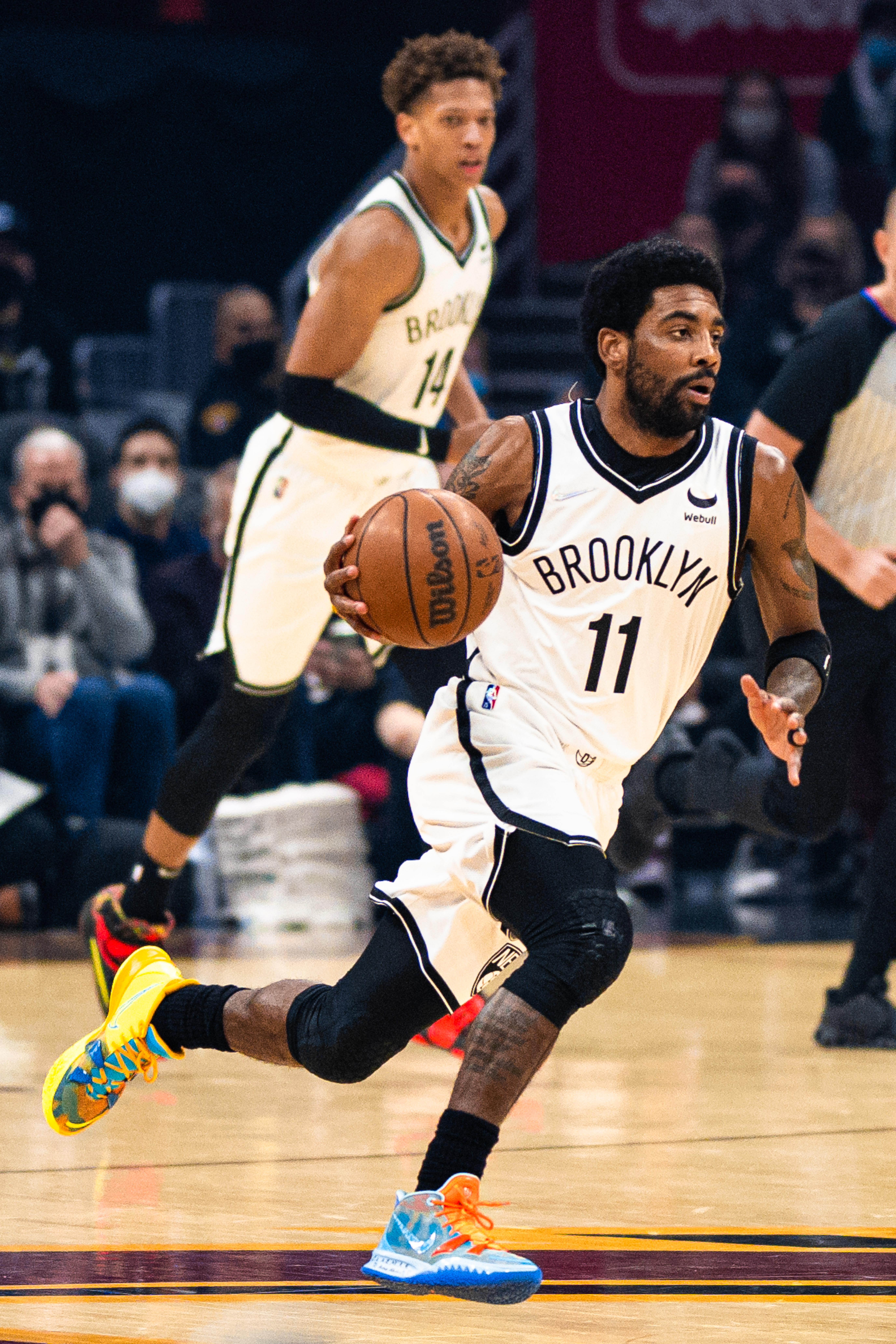
إيرفينغ مع النِتس في 2022

### الدوري الأمريكي للمحترفين

#### موسم عادي
| السنة    | الفريق                | لعب | بدأ | دقيقة | ميداني% | ثلاثية | حرة  | ارتداد | صنع | استلاب | تصدي | نقطة |
| -------- | --------------------- | --- | --- | ----- | ------- | ------ | ---- | ------ | --- | ------ | ---- | ---- |
| 2011–12  | كليفلاند [الإنجليزية] | 51  | 51  | 30.5  | .469    | .399   | .872 | 3.7    | 5.4 | 1.1    | .4   | 18.5 |
| 2012–13  | كليفلاند [الإنجليزية] | 59  | 59  | 34.7  | .452    | .391   | .855 | 3.7    | 5.9 | 1.5    | .4   | 22.5 |
| 2013–14  | كليفلاند [الإنجليزية] | 71  | 71  | 35.2  | .430    | .358   | .861 | 3.6    | 6.1 | 1.5    | .3   | 20.8 |
| 2014–15  | كليفلاند [الإنجليزية] | 75  | 75  | 36.4  | .468    | .415   | .863 | 3.2    | 5.2 | 1.5    | .3   | 21.7 |
| 2015–16  | كليفلاند [الإنجليزية] | 53  | 53  | 31.5  | .448    | .321   | .885 | 3.0    | 4.7 | 1.1    | .3   | 19.6 |
| 2016–17  | كليفلاند [الإنجليزية] | 72  | 72  | 35.1  | .473    | .401   | .905 | 3.2    | 5.8 | 1.2    | .3   | 25.2 |
| 2017–18  | كليفلاند [الإنجليزية] | 60  | 60  | 32.2  | .491    | .408   | .889 | 3.8    | 5.1 | 1.1    | .3   | 24.4 |
| 2018–19  | بوسطن [الإنجليزية]    | 67  | 67  | 33.0  | .487    | .401   | .873 | 5.0    | 6.9 | 1.5    | .5   | 23.8 |
| 2019–20  | بروكلين [الإنجليزية]  | 20  | 20  | 32.9  | .478    | .394   | .922 | 5.2    | 6.4 | 1.4    | .5   | 27.4 |
| 2020–21  | بروكلين ‏              | 54  | 54  | 34.9  | .506    | .402   | .922 | 4.8    | 6.0 | 1.4    | .7   | 26.9 |
| 2021–22  | بروكلين ‏              | 29  | 29  | 37.6  | .469    | .418   | .915 | 4.4    | 5.8 | 1.4    | .6   | 27.4 |
| 2022–23  | بروكلين ‏              | 40  | 40  | 37.0  | .486    | .374   | .883 | 5.1    | 5.3 | 1.0    | .8   | 27.1 |
| مسيرة    | مسيرة                 | 611 | 611 | 34.0  | .470    | .393   | .882 | 3.8    | 5.7 | 1.3    | .4   | 23.1 |
| أول-ستار | أول-ستار              | 7   | 5   | 26.3  | .587    | .439   | .750 | 6.0    | 9.1 | 1.0    | .1   | 18.4 |

#### تصفيات
| السنة | الفريق                | لعب | بدأ | دقيقة | ميداني% | ثلاثية | حرة  | ارتداد | صنع | استلاب | تصدي | نقطة |
| ----- | --------------------- | --- | --- | ----- | ------- | ------ | ---- | ------ | --- | ------ | ---- | ---- |
| 2015 ‏ | كليفلاند [الإنجليزية] | 13  | 13  | 35.7  | .438    | .450   | .841 | 3.6    | 3.8 | 1.3    | .8   | 19.0 |
| 2016 ‏ | كليفلاند [الإنجليزية] | 21  | 21  | 36.9  | .475    | .440   | .875 | 3.0    | 4.7 | 1.7    | .6   | 25.2 |
| 2017 ‏ | كليفلاند [الإنجليزية] | 18  | 18  | 36.3  | .468    | .373   | .905 | 2.8    | 5.3 | 1.3    | .4   | 25.9 |
| 2019 ‏ | بوسطن [الإنجليزية]    | 9   | 9   | 36.7  | .385    | .310   | .900 | 4.4    | 7.0 | 1.3    | .4   | 21.3 |
| 2021  | بروكلين ‏              | 9   | 9   | 36.1  | .472    | .369   | .929 | 5.8    | 3.4 | 1.0    | .6   | 22.7 |
| مسيرة | مسيرة                 | 70  | 70  | 36.4  | .455    | .393   | .883 | 3.6    | 4.8 | 1.4    | .6   | 23.4 |

### كلية
| السنة                | الفريق | لعب | بدأ | دقيقة | ميداني% | ثلاثية | حرة  | ارتداد | صنع | استلاب | تصدي | نقطة |
| -------------------- | ------ | --- | --- | ----- | ------- | ------ | ---- | ------ | --- | ------ | ---- | ---- |
| 2010–11 [الإنجليزية] | دوك    | 11  | 8   | 27.5  | .529    | .462   | .901 | 3.4    | 4.3 | 1.5    | .5   | 17.5 |

## جوائز وتكريمات
الدوري الأمريكي للمحترفين
- بطل الدوري الاميركي للمحترفين: 2016
- إن بي أي أول-ستار 8 مرات: من 2013 حتي 2015 ، و من 2017 حتي 2019 ، 2021 ، 2023
- أفضل لاعب في لعبة إن بي أي-أول ستار: 2014
- فريق أول-إن بي أي الثاني: 2019
- الفريق الثالث أول-إن بي أي: 2015، 2021
- إن بي أي أفضل لاعب صاعد: 2012
- فريق إن بي أي أول-روكي الأول: 2012
- بطل إن بي أي منافسة ثلاث-نقاط: 2013
- تحدي نجوم صاعدون اللاعب الأكثر قيمة: 2012

المنتخب الوطني
- الفائز بالميدالية الذهبية لدورة الألعاب الأولمبية الصيفية: 2016
- الفائز بالميدالية الذهبية لكأس العالم لكرة السلة: 2014
- أفضل لاعب في كأس العالم لكرة السلة: 2014
- أفضل لاعب في كرة السلة في الولايات المتحدة الأمريكية: 2014

المدرسة الثانوية
- ماكدونالدز أول-أمريكان: 2010
- نايكي هوب ساميت أول أمريكان: 2010
- مدرسة جوردان براند الثانوية أول-أميريكان: 2010
- موكب الفريق الأول أُول-أميريكان: 2010

وسائل الإعلام
- جائزة أفضل فريق ESPY (مع كافالييرز): 2016

## أدوار تمثيل
في عام 2012، لعب إيرفينغ دور العم درو في سلسلة من إعلانات بيبسي ماكس. كتب وأخرج الحلقة الثانية، والتي لعب فيها دور البطولة إلى جانب بيل راسل وكيفن لوف، والحلقة الثالثة، التي لعب فيها دور البطولة إلى جانب نيت روبنسون ومايا مور. كما كتب إيرفينغ وأخرج الحلقة الرابعة من مسلسل العم درو (Uncle Drew)، الذي صدر في نوفمبر 2015، والذي لعب دور البطولة فيه جنبًا إلى جنب مع بارون ديفيز، جاي بي سموف، راي ألين. في عام 2017، أصبحت سلسلة إعلانات العم درو مسرحية هزلية داخل عشاء مدرسة قديمة تعرض بيبسي في تصميمها الحالي، مخزنة في الثلاجة بشعارها الأصلي. كما لعب إيرفينغ دور البطولة في فيلم روائي طويل بعنوان العم درو، والذي يضم أيضًا نجوم الإن بي أي السابقين، وتم إصداره في يونيو 2018.
ظهر إيرفينغ في حلقة من سلسلة ديزني إكس دي كيكن ات في عام 2012، وقام بدور الضيف في فاميلي غاي، ليقدم صوته في حلقة الموسم 17 (2018) «مشكلة كبيرة في كوهوغ الصغيرة».

## مشاريع تجارية
تبلغ قيمة صفقة إيرفينغ للأحذية مع شركة نايكي 11 مليون دولار أمريكي اعتبارًا من عام 2019. كانت أحذيته الرياضية المميزة هي ثاني أفضل خط مبيعًا لعام 2017، بعد ليبرون جيمس. لم تعد مجموعة إن بي دي تتعقب الأحذية الرياضية المميزة ولكنها توقعت أن يستمر هذا الاتجاه حتى عام 2018. تشمل أعمال إيرفينغ في مجال الأحذية الرياضية التعاونية مع البرامج التلفزيونية فريندز وسبونج بوب سكوير بانتس. بيعت المجموعة الأخيرة على الفور.

## حياة شخصية

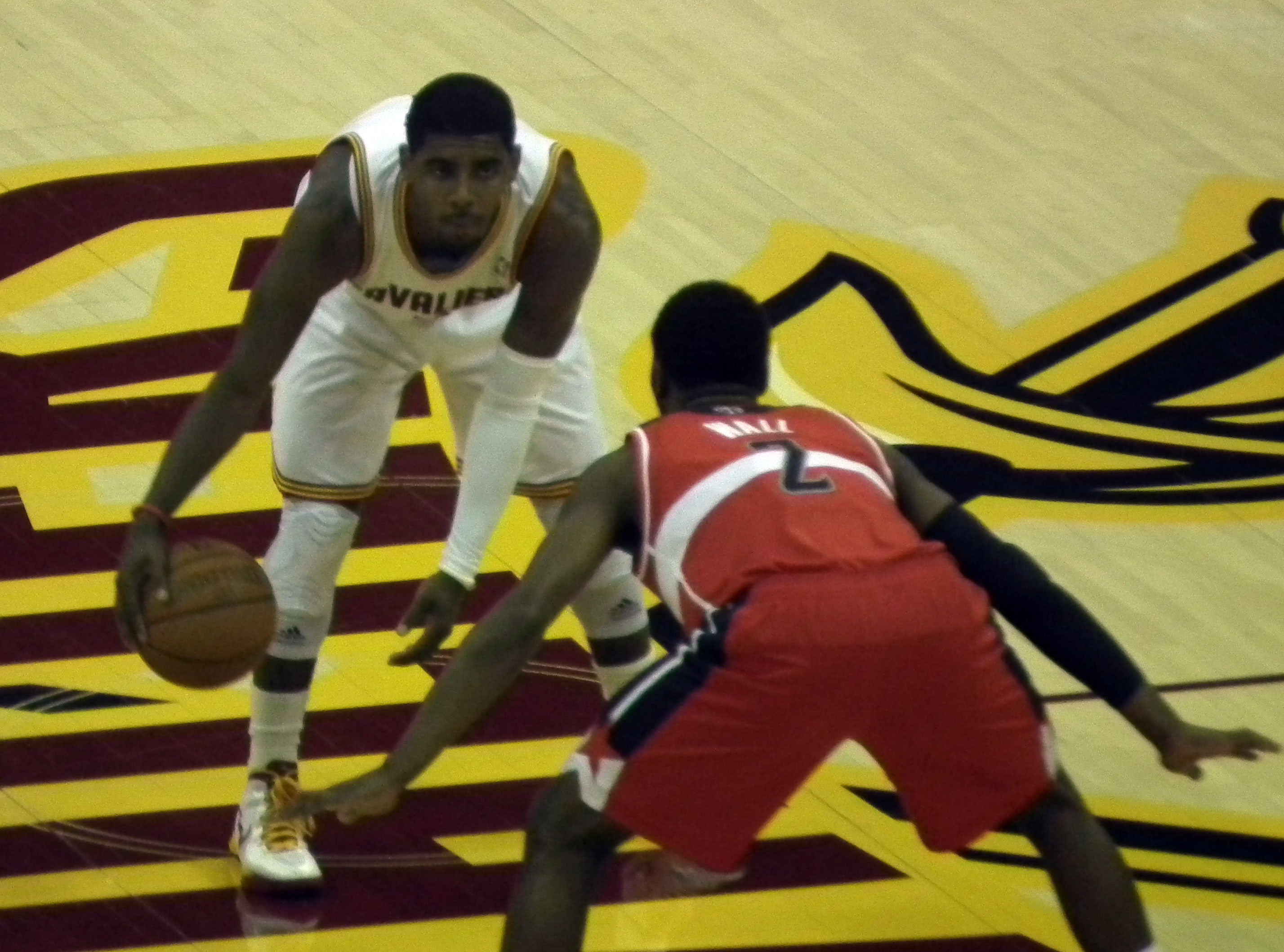
كايري إيرفينغ ضد جون وول

إيرفينغ يستمتع بالقراءة ولديه دفتر يوميات. كما أنه يحب الغناء والرقص واللعب بآلة الساكسفون الباريتون الموسيقية. الأب الروحي له هو رود ستريكلاند لاعب الدوري الاميركي للمحترفين السابق. كان ابن عمه، أيزاه بريسكو، لاعب كرة سلة ذو تصنيف عالي ولعب في جامعة كنتاكي قبل الإعلان عن مسودة إن بي أي 2017. إيرفينغ وصديقته السابقة لديهما ابنة.
في مايو 2011، وعد إيرفينغ لوالده بإنهاء درجة البكالوريوس في دوك (Duke) في غضون خمس سنوات. ومع ذلك، في عام 2016، بعد أن لم يحصل على شهادته، ادعى أنه كان يعلق خططه، قائلاً، «عندما أغادر لعبة كرة السلة، سأركز على الخطوة التالية في حياتي». في عام 2015، أطلق مجموعته سراويل بي إس دي الداخلية (PSD Underwear).
في أغسطس 2018، تم تكريم إيرفينغ وأخته الكبرى بحفل «الترحيب بالمنزل» في محمية ستاندينج روك الهندية، تقديراً لعلاقاتهم الأسرية بالمجتمع، وامتنانًا لنشاط إيرفينغ نيابة عن حماة المياه في احتجاجات خط أنابيب داكوتا. كانت والدة إيرفينغ معروفة لدى القبيلة، على الرغم من أنها «تم تبنيها» في سن مبكرة، كما كانت لجدتهم وأجداد أجدادهم روابط مع مجتمع المحميات. منذ ذلك الحين، واصل تكريم تراثه في لاكوتا من خلال التبرعات للقبيلة، وتصميم أحذية نايكي المخصصة لشعب لاكوتا، بالإضافة إلى حرق نبات المريمية (طقس يمارسه البعض من الشعوب الأصلية في الأمريكتين) قبل كل مباراة. في عام 2021، تم منح التماسه للحصول على الجنسية وأصبح عضوًا مسجلاً في قبيلة ستاندنغ روك سيوكس.
بدءًا من موسم 2016-2017، انتقل إيرفينغ إلى نظام غذائي نباتي في الغالب، والذي أشار إليه أيضًا في إعلان نايكي في ديسمبر 2017. منذ ذلك الحين، انتقل إيرفينغ إلى نظام غذائي نباتي 100%.
في أبريل 2021، أعلن إيرفينغ أنه ملتزم بالإسلام (والأديان الأخرى)، قائلاً «بالنسبة لي، من حيث إيماني وما أؤمن به، كوني جزءًا من المجتمع الإسلامي، والتزامًا بالإسلام، وأيضًا كوني فقط ملتزمون بجميع الأجناس والثقافات والأديان، فقط من خلال التفاهم والاحترام». يصوم إيرفينغ كل رمضان منذ 2021.

### نشاط
لقد تبرع لأسباب اجتماعية مختلفة من خلال مؤسسة عائلة كي أي آي (KAI). في عام 2020، تبرع بمنزل لعائلة جورج فلويد. سدد إيرفينغ ديون الطلاب للطلاب من جامعة لينكولن. خصص إيرفينغ 1.5 مليون دولار للمساعدة في الدفع للاعبي الاتحاد الوطني لكرة السلة النسائية (WNBA) الذين اختاروا التوقف عن اللعب أثناء وباء كوفيد-19. تبرع إيرفينغ بأكثر من 300,000 دولار لبنوك الطعام ومع سيتي هارفست (City Harvest) في يوم ميلاده. تبرع بـ17 منصة نقالة من الطعام إلى قبيلة ستاندنغ روك سيوكس.
في 29 يوليو 2021، بنى إيرفينغ مركزًا للمياه بالطاقة الشمسية في باكستان مع مشروع باني من خلال مؤسسة عائلة كي أي آي (KAI).

## فيلموغرافيا

### أفلام
| سنة  | عنوان    | دور      |
| ---- | -------- | -------- |
| 2018 | العم درو | العم درو |

### تلفاز
| سنة  | عنوان              | دور             | ملاحظات                                |
| ---- | ------------------ | --------------- | -------------------------------------- |
| 2012 | كيكن ات            | نفسه            | الحلقة: "الأخوة الوحيدون"              |
| 2016 | نحن الدببة الثلاثة | نفسه            | الحلقة: "تشارلي بول"                   |
| 2018 | فاميلي غاي         | فيرنون دب الماء | الحلقة: "مشكلة كبيرة في كوهوغ الصغيرة" |

## روابط خارجية
- كايري إيرفينغ على موقع الاتحاد الدولي لكرة السلة (الإنجليزية)
- كايري إيرفينغ على موقع إن بي أي (الإنجليزية)
- كايري إيرفينغ على موقع سبورتس رفرنس (الإنجليزية)
- كايري إيرفينغ على موقع كرة السلة الأوروبية.كوم (الإنجليزية)
- كايري إيرفينغ على موقع إي إس بي إن.كوم (الإنجليزية)
- كايري إيرفينغ على موقع كلية كرة السلة في سبورتس رفرنس.كوم (الإنجليزية)
- كايري إيرفينغ على موقع ريلجم (الإنجليزية)
- كايري إيرفينغ على موقع بروبوليرز (الإنجليزية)
- كايري إيرفينغ على موقع سبورتس رفرنس (الإنجليزية)
- كايري إيرفينغ على موقع أوليمبيديا (الإنجليزية)